# 1969年鐵路
此條目列出1969年發生有關鐵路運輸的事件。

## 事件

### 2月
- 2月15日：費城港務局交通公司高速線通車。
- 2月16日：羅馬尼亞鐵路完成全線電氣化計劃。

### 3月
- 3月7日：倫敦地鐵維多利亞線由華倫街站延長至至維多利亞站[1]。
- 3月29日：營團地下鐵東西線由東陽町站延長至西船橋站。

### 4月
- 4月1日：名古屋市營地下鐵1號線分別由名古屋站延長至中村公園站，以及由星丘站延長至藤丘站。
- 4月16日：大阪市營地下鐵5號線通車，來往野田阪神站至櫻川站。

### 5月
- 5月1日：名古屋市營地下鐵命名其下所有路線，1號線、2號線分別命名為東山線和名城線。
- 5月6日：芝加哥地鐵的L線延長至阿什蘭／第63車站（英语：Ashland/63rd (CTA)）。

### 7月
- 7月1日：大阪市營地下鐵4號線本町站永久站啟用，但與3號線信濃橋站一同併入1號線本町站。
- 7月25日：大阪市營地下鐵5號線東段通車，來往谷町九丁目站延長至今里站。此線5號線分隔為兩段。

### 8月
- 8月11日：莫斯科地鐵高爾基－河畔線由汽車廠站延長至卡霍夫卡站。

### 9月
- 9月4日：墨西哥城地鐵1號線通車。
- 9月10日：大阪市營地下鐵5號線東段由今里站延長至新深江站。
- 9月27日：米蘭地鐵2號線通車。
- 9月28日：芝加哥地鐵丹·賴恩延線通車。

### 10月
- 10月1日：北京地鐵一期工程通車，但不對外開放。
- 10月14日：西武鐵道西武秩父線通車。

### 11月
- 11月11日：通車不久的北京地鐵一期工程發生大火，地鐵被迫暫時停運。

### 12月
- 12月6日：大阪市營地下鐵堺筋線通車，來往天神橋筋六丁目站至動物園前站，並開始與阪急電鐵京都本線和千里線直通運行。4號線東西兩段完全貫通。同時，1至5號線分別改名御堂筋線、谷町線、四橋線、中央線、千日前線。
- 12月12日：法蘭西島大區快鐵首個路段通車。
- 12月15日：東京單軌電車羽田線加設新平和島站。
- 12月20日：營團地下鐵千代田線通車，來往北千住站至大手町站。
- 12月25日：列寧格勒地鐵莫斯科－彼得格勒線由勝利公園站延長至莫斯科站。